# Гейнсборо Тринити
«Гейнсборо Тринити» — английский футбольный клуб из города Гейнсборо, Линкольншир. Образован в 1873 году. Домашние матчи проводит на стадионе «Нортхолм». В настоящий момент выступает в Северной Конференции, шестом по значимости футбольном турнире Англии.
Футбольный клуб Гейнсборо Тринтити был образован в 1873 году, как Тринтити Любители Спорта, учрежденный викарием церкви Святой Троицы для молодых прихожан. В 1889 году они стали членами Лиги Мидленда, проиграв в своем первом матче c Линкольн Сити со счетом 1:2 и заняв 7-е место в лиге. Клуб быстро стал известен и выиграл Лигу Мидленда в сезоне 1890/91, а в следующем сезоне, заняв второе место, прошёл во Вторую Лигу Англии.